# Eunidia jeanneli
Eunidia jeanneli là một loài bọ cánh cứng trong họ Cerambycidae.